# Peter Villemoes Andersen
Peter Villemoes Andersen (Højby, 9 aprile 1884 – Egebjerg, 25 settembre 1956) è stato un ginnasta danese.

## Palmarès

### Olimpiadi
- 1 medaglia:
  - 1 argento (Stoccolma 1912 nel concorso svedese a squadre)